# طيور الغرب
طيور الغرب (الاسم العلمي:†Hesperornithidae) هي فصيلة منقرضة من الزواحف تتبع رتيبة طيريات الذيل من نظيرات الطيور.

## التصنيف
- طائر الغرب